# Ab Ovo Kiadó
Az Ab Ovo Kiadó a kortárs hazai és külföldi széppróza jeles képviselőinek alkotásait gondozó, megjelentető kiadó.

## Története
Az Ab Ovo Kiadót 1991-ben Koller Katalin, Téglásy Gergely és Vámos Miklós alapította. 1999-ig Vámos Miklós volt a Kiadó Igazgatója, Pataki Judit tölti be ezt a tisztséget.

## Profilja
Főleg a kortárs irodalomra koncentrál. Fontos a hazai írókon kívül a külföldiek bemutatása is. Elfriede Jelinek Nobel-díjas író művei hazánkban csak az Ab Ovo Kiadó gondozásában jelennek meg. A Goncourt-díjas Andreï Makine számos könyvét fordította le Szoboszlai Margit a magyar olvasók számára.